# Đường về hạnh phúc
```
   }}
```

Đường về hạnh phúc  (Tiếng Trung phồn thể: 十月初五的月光, nghĩa đen là "Ánh trăng ngày 5 tháng 10 [Street]", còn được gọi là 澳門 街, nghĩa đen là "Đường phố Macao") là một bộ phim truyền hình TVB dài 20 tập phát sóng từ tháng 7 năm 2000 đến tháng 8 năm 2000. Ban đầu dự định là sitcom, tuy nhiên các chỉnh sửa sau đó đã khiến việc sản xuất trở thành một bộ phim truyền hình thông thường.

## Tóm tắt nội dung
Khi còn nhỏ, Văn Sơ (Trương Trí Lâm) bị câm do hành động tàn ác của mẹ mình và được Ah Kiu (Tiết Gia Yến) tốt bụng nhận nuôi. Văn Sơ lớn lên cùng con gái của Ah Kiu là Quân Hảo (Xa Thi Mạn) và cả hai cuối cùng nảy sinh tình cảm. Văn Sơ cực kỳ hy sinh bản thân, mặc cảm vì khuyết tật của mình và do đó cảm thấy không xứng đáng với Quân Hảo. Ah Kiu cũng phản đối mối quan hệ của họ và mọi thứ càng phức tạp hơn khi Szto Lai-Sun (Mã Tuấn Vỹ) xuất hiện và cũng yêu Quân Hảo.

## Diễn viên
- Trương Trí Lâm trong vai Văn Sơ 文 初 (23 tuổi)
- Xa Thi Mạn trong vai Chúc Quân Hảo 祝 君 好 (22 tuổi)
- Tiết Gia Yến trong vai Chu Sa Kiều (dì Kiều)
- Mã Tuấn Vỹ trong vai Tư Đồ Lễ Tín
- Đường Văn Long trong vai Kim Thắng 金勝 (25 tuổi)
- Diêu Nhạc Di trong vai Y Văn
- Nhan Quốc Lương trong vai Chuen Hoi-King
- Uông Lâm trong vai Uông Hải Lâm

## Phần tiếp theo
Phiên bản điện ảnh của Đường về hạnh phúc  được phát hành vào mùa thu năm 2015. Đây là phần tiếp theo của câu chuyện mà bộ phim đã dừng lại.
Tháng 11/2021, TVB đã phát hành phiên bản làm lại của phim với tên mới Mối tình không lời (tên tiếng Hoa giữ nguyên so với bản gốc) với dàn diễn xuất mới: Mễ Tuyết, Thạch Tu, Diêu Gia Ni, La Thiên Vũ, Quách Tử Hào, Hải Tuấn Kiệt..., đặc biệt là hai vai chính là Văn Sơ và Chúc Quân Hảo do hai diễn viên trẻ triển vọng của đài là Hồ Hồng Quân và Hà Y Đình thủ vai. Tuy nhiên, phiên bản này đã hứng chịu khá nhiều chỉ trích của giới truyền thông và khán giả.

## Giải thưởng và thành tích
Giải thưởng thường niên TVB (2000)
- "Cặp đôi màn ảnh được yêu thích nhất" (Trương Trí Lâm và Xa Thi Mạn – Văn Sơ và Chúc Quân Hảo)
- "Top 10 nhân vật truyền hình được yêu thích nhất" (Trương Trí Lâm – Văn Sơ)
- "Top 10 nhân vật truyền hình được yêu thích nhất" (Xa Thi Mạn – Chúc Quân Hảo)
- "Top 10 nhân vật truyền hình được yêu thích nhất" (Tiết Gia Yến – Chu Sa-Kiu)